# 鄭宗學
鄭宗學（1546年—？），字汝志，號心宇，湖廣武昌府興國州人，軍籍，明朝政治人物。

## 生平
隆庆四年（1570年）庚午科湖廣鄉試第六十三名舉人。隆慶五年（1571年）聯登辛未科會試第十七名，三甲第一百零五名進士。礼部觀政，授巴县知县，萬曆三年（1575年）七月行取，选授试監察御史，四年八月实授河南道御史，五年二月巡按直隶等处管理印馬屯田，疏陈馬政四条，六年八月升福建佥事，九年升雲南参议，致仕。

## 家族
曾祖鄭淳良；祖父鄭大邦；父鄭旦，母尹氏。具庆下。